# نادي إنتر براتيسلافا لكرة السلة
نادي إنتر براتيسلافا لكرة السلة (بالسلوفاكية: BK Inter Bratislava)‏ هو فريق كرة سلة سلوفاكي للمحترفين تأسس في سنة 1963 يقع مقره في براتيسلافا.

## الإنجازات
- الدوري التشيكوسلوفاكي لكرة السلة
  - الفوز (4): 1978-79، 1979-80، 1982-83، 1984-85

## وصلات خارجية
- الموقع الرسمي